# Pelenzana
La Pelenzana è una montagna delle Alpi alta 2181 m. Da tale cima si gode di una buona vista degli abitati di Predazzo, parte della Val di Fiemme, Moena, passo Rolle, tutta la Catena del Lagorai e la Cima d'Asta. Tale cima è raggiungibile attraverso un percorso mediamente impegnativo direttamente da Predazzo in 3 ore attraverso una ripidissima mulattiera. La cima è anche facilmente accessibile dal Monte Agnello e Piana della Tresca. 
Vicino alla cima si può trovare la Cima Saccina e la Cima Forcella insieme alla Malga Saccina e al Bivacco Pelenzana. Ottimo luogo da raggiungere mediante la Baita Gardonè durante i periodi estivi a piedi e in inverno con le ciaspole o con gli sci di alpinismo. Luogo altamente popolato da rettili come vipere e orbettini.